# Ambona (Wyspa Króla Jerzego)
Ambona – występ skalny na Wyspie Króla Jerzego, na wysokości 85 m n.p.m. ponad ujściem Potoku Geografów do Potoku Skamieniały Las w pobliżu Polskiej Stacji Antarktycznej im. H. Arctowskiego. Naprzeciw Ambony wznosi się Urwisko Skua. Nazwa pochodzi od polskiego terminu ambona skalna.